# ネピデルミン
ネピデルミン (INN:Nepidermin)、遺伝子組換えヒト上皮成長因子 (略:rhEGF)、ヒトの上皮成長因子 (EGF)を遺伝子組み換えしたもので、外傷と潰瘍治療用製剤。大熊製薬 (Daewoong Pharmaceutical)が開発した。 EGFの組換え体として、ネピデルミンは上皮成長因子受容体 (EGFR) の作動薬であり、初のEGFR作動薬として市場に登場した。
軟膏の形で市販され、糖尿病性足部潰瘍、創傷、脱毛症に使われ、ベトナム、フィリピン、タイ、中国で使われている。
2017年時点で韓国で臨床試験が実施されており、口内炎とエルロチニブ（EGFRを阻害する）による皮膚の副作用を回復する目的で試験が進行している。また2018年時点で糖尿病性足部潰瘍でも進行している。